# Георгиевский, Сергей Иванович (партийный работник)
Сергей Иванович Георгиевский — участник Великой Отечественной войны, член ВЛКСМ с 1940 года, член ВКП(б)-КПСС с 1943 года, первый секретарь Черемховского (1949-1952) и Братского (1956-1965) городских комитетов партии, председатель Иркутского областного совета профсоюзов (1965-?)

## Биография
Родился 22 ноября 1918 года в г.Спас-Деменске Мосальского уезда Калужской губернии. Отец был священником, мать — учительница (в 1922 году, после развода вышла замуж за учителя вместе с ней работавшего).
В 1931 году переехал в Москву, где он закончил семь классов. В 1934 году поступил в фабрично-заводское училище (ФЗУ) при заводе № 3 им. И.М.Калинина (г.Москва). По окончании школы и получения специальности работал на том же заводе токарем.
В 1937 году стал контролёром в мастерских МАСПО. С 1939 (по специальному набору) по 1945 годы — служил в Красной Армии, принимал участие в Великой Отечественной войне: командовал орудийным расчётом, был парторгом 244-го зенитного артиллерийского полка. С июля 1944 по июль 1945 год был курсантом военно-политического училища имени М. Фрунзе. (г.Горький). В сентябре 1945 года, после окончания учёбы в звании младшего лейтенанта резерва политсостава направлялся на Забайкальский фронт, где встретил окончание войны.
После войны С.И. Георгиевский с сентября 1945 по апрель 1946 года служит старшим инструктором партийно-политической работы лагеря № 8 НКВД/МГБ (Черемхово, Иркутской области). С апреля 1946 года возглавляет партийное бюро строительства Ново-Гришевского угольного разреза (Черемховский угольный бассейн), с апреля 1947 года был переведён секретарём партбюро 34-го отдельного дивизиона связи резерва Главного командования (г.Иркутск).

### На партийной работе
В августе 1947 года С.И. Георгиевский становится инструктором отдела кадров Черемховского горкома ВКП(б), в декабре стал заведующим промышленно-транспортным отделом ГК ВКП(б). С сентября 1949 по декабрь 1952 года работает первым секретарем Черемховского горкома партии.
В декабре 1952 года был слушателем Ленинских курсов при ЦК КПСС, с ноября 1953 по декабрь 1956 года — слушатель Высшей партийной школы при ЦК КПСС. После её окончания был направлен в распоряжение Иркутского ОК КПСС, где был утверждён председателем оргбюро обкома по Братскому горкому КПСС.
19 февраля 1956 года избран первым секретарём Братского горкома КПСС. Являясь высшим должностным лицом города, внёс большой вклад в становление партийной организации, строительство Братской ГЭС, БЛПК, БрАЗа и др. объектов народного хозяйства и инфраструктуры города. Был ответственным за выполнение городскими промышленными, научными, транспортными организациями народнохозяйственных планов.
С 1965 года и до ухода на пенсию работал председателем Иркутского областного совета профсоюзов. После выхода на пенсию занимался активной общественной работой в городах Иркутской области. Скончался 23 января 1982 года на 64-м году жизни в г. Иркутске.

### Награды
Сергей Иванович Георгиевский избирался делегатом XXII, XXIII, XXIV, XXV съездов КПСС. В период своей работы в г. Братске избирался депутатом Братского городского совета депутатов трудящихся, избирался депутатом областного Совета. На протяжении многих лет был членом обкома КПСС. Персональный пенсионер союзного значения.
Награждён орденами Ленина (за большой вклад в строительство Братской гидроэлектростанции награждён орденом Ленина, орден вручен 30 марта 1966 года), Трудового Красного Знамени (за большую работу на посту председателя Иркутского областного совета профсоюзов, орден вручен 25 августа 1971 года), «Знак Почета» (за многолетний труд в руководящих органах КПСС, орден вручен 22 апреля 1976 года) и многими медалями.